# هارولد ال دیویس
هارولد لینوار دیویس (به انگلیسی: Harold Lenoir Davis) (زاده ۱۸ اکتبر ۱۸۹۴ - درگذشته ۳۱ اکتبر ۱۹۶۰) نویسنده آمریکایی بود که برنده جایزه پولیتزر برای داستان در سال ۱۹۳۶ شد.